# Seututie 252
Pour les articles homonymes, voir Route 252.
La route régionale 252 (finnois : Seututie 252) est une route régionale allant de Punkalaidun jusqu'à Vammala dans la municipalité de Sastamala en Finlande,,.

## Présentation
La seututie 252 est une route régionale de Pirkanmaa.
La route commence dans le quartier Mäenpää de Punkalaidun à son croisement de la seututie 230.
Ensuite , la route traverses des zones peu habitées puis des champs et des forêts, avant de croiser Pärnänmaantie.
Après quelques kilomètres, elle passe la frontière municipale de Punkalaidun et de Sastamala.
De là, après environ un kilomètre elle arrive dans le village d'Illon où elle traverse la rivière Sammunjoki et croise Kaunistontie.
Plus lojn, la route croise la route de liaison 2521, puis passe devant le musée de la voiture et du tracteur de Vammala. 
Ensuite, la route arrive dans le quartier de Vinkinmäki, où elle rencontre l'échangeur de la route nationale 12.
Apres avoir croisé la route de liaison 2522, Après cela, la route arrive au croisement de Kirkkokatu et Marttilankatu, d'où la route continue vers le nord-ouest, contourne l'église de Tyrvää et traverse le lac Rautavesi en empruntant le pont de Vammaskoski.
Après cela, la route parcourt un autre kilomètre, avant de se terminer à son croisement de la seututie 249.